# Smash Hits (magazine)
Pour l’article homonyme, voir Smash Hits.
Smash Hits était un magazine bimensuel anglais consacré à la musique pop.
Fondé par Nick Logan, il avait été édité à l'origine en Grande-Bretagne par EMAP de 1978 à 2006.

## Histoire
Le magazine connut un succès important[réf. souhaitée], en particulier grâce à la publication de nombreux textes de chansons.
Une version française du magazine a même été créé (SMASH HITS "le meilleur magazine musical de l'univers pop").

Il fut édité par Éditions Aventures et Voyages de 1991 à 1993 (Directeur de la Publication : José Da Silva Ferreira, Rédacteur en chef : Alain Gouvrion, Directeur de la Publicité/Promotion : Jean-Louis Roux-Fouillet).
De nos jours, son nom est utilisé par une chaîne de télévision numérique secondaire, une station de radio numérique et un site web.